# Helene Pfleiderer
Helene Pfleiderer (* 30. August 1911 in Stuttgart-Degerloch als Helene Epple; † 23. Mai 1994 ebenda) war eine deutsche Wohltäterin. Sie unterstützte zeitlebens Familien und Vereine finanziell.

## Leben und Wirken
Helene Pfleiderers Vater Gustav Epple war ein Bauunternehmer aus Botnang, ihre Mutter Else Epple eine Tochter des königlich-württembergischen Brunnenmeisters Samuel Zimmermann. Das Bauunternehmen ihres Vaters wurde nach dem Zweiten Weltkrieg eines der größten in Süddeutschland. Pfleiderer hatte zwei jüngere Brüder, Gustav und Fritz. Else Epple starb zwei Wochen nach der Geburt des jüngsten Kinds Fritz im Juli 1926 an einer Embolie. Ihr Vater heiratete Helenes Patin Helene, eine Schwester ihrer Mutter.
Helene Pfleiderer besuchte die Volksschule und eine private Elementarschule und ab 1921 das Lyzeum. Auslandsaufenthalte in der Schweiz und London schlossen sich an.
1935 heiratete sie den aus Heilbronn stammenden Großhandelskaufmann Walter Pfleiderer. Fritz und Walter kehrten aus der Kriegsgefangenschaft zurück, Gustav wurde in Russland vermisst. Nach dem Krieg war das väterliche Bauunternehmen von den Besatzungsmächten stillgelegt worden. Die Freigabe des Werksgeländes und Wiederaufnahme des Betriebs ist Helene Pfleiderer zu verdanken, die im Mai 1945 mit ihren Fremdsprachenkenntnissen auf der Kommandantur vorsprach.
1955 starb ihr Vater, 1958 ihre Stiefmutter Helene. Ihr Mann Walter starb 1960 an einem Krebsleiden. 1989 starb Fritz, der 1955 als persönlich haftender Gesellschafter das Bauunternehmung übernommen hatte.
Pfleiderer war Präsidentin des Damenkegelclubs „Spätlese naturrein“, einem Zusammenschluss von befreundeten Witwen. Außerdem kümmerte sie sich um ihre zwölf Patenkinder und verbrachte Zeit mit pensionierten Mitarbeitern ihres Vaters. Sie bezuschusste über die Jahre viele Familien und zahlreiche Vereine, darunter den Degerlocher Frauenkreis e.V. (gegründet 1951).
Pfleiderers Haushälterin Martha stand ihr insgesamt 58 Jahre lang zur Seite, 1993 verstarb sie. Helene Pfleiderer stirbt 1994 und wurde im Familiengrab auf dem Waldfriedhof Stuttgart beigesetzt.

## Stiftung
Helene Pfleiderer verfügte in ihrem Testament, dass ihr Vermögen in eine Stiftung eingehen sollte. Die Helene-Pfleiderer-Stiftung wurde 1994 gegründet und unterstützt Projekte der Jugend- und Altenhilfe finanziell. 1996 erwarb die Stiftung von der Stadt Stuttgart das denkmalgeschützte Haus in der Großen Falterstraße 6, das den Namen Helene-Pfleiderer-Haus erhielt. Das Baudenkmal ist ein Zeugnis des Klassizismus und Rokoko und wurde grundlegend saniert. In dem Haus ist die Diakonie- und Sozialstation sowie der Degerlocher Frauenkreis e.V. untergebracht. Für den Jugendhausverein Stuttgart errichtete die Stiftung das HeleneP an der oberen Weinsteige in Degerloch. Der Stadtteil hat seitdem ein Kinder- und Jugendhaus. Die Unterstützung des Anna-Haag Mehrgenerationenhauses in Bad Cannstatt und des Nachbarschaftshauses in Ostfildern-Ruit sind weitere Projekte der Stiftung. 2012 kaufte die Stiftung das Haus in der Rubenstraße 10 für die Zwecke des Degerlocher Frauenkreises e.V.

## Ehrungen
- Einer der drei Wagen (SSB ZT 4) der Zahnradbahn Stuttgart, die seit 1884 den Stadtteil Heslach mit Degerloch verbindet, trägt den Namen Helene.[6] Er wurde im Sommer 2022 ausrangiert und ins Straßenbahnmuseum Stuttgart überführt.
- 2002 wurde die Helene-Pfleiderer-Straße in Degerloch eingeweiht.[2]
- 2007 nennt sich das Kinder- und Jugendhaus Degerloch nach einem Neu- und Umbau Helene P. In Erinnerung an Helene Pfleiderer wurde deren Unterschrift in das Logo integriert. Ihre Silhouette ist als Bronzetafel an der Außenwand der ehemaligen Apothekervilla angebracht.[7]